# Арима
Арима (Areimeh, Uraymah, на арабски: العريمة) е сирийско село, което се намира в мухафаза Тартус.

## География
Релефът на местността е хълмисто-равнинен. Селото се намира на 5 км от язовир „Абраш“. Според Сирийското Централно Статистическо Бюро Арима има население от петстотин и седем жители при преброяването от 2004 година.

## История
Западно от селото се разполага хълм с важен исторически обект, представляващ средновековен замък на кръстоносците, включен през единадесети век в състава на Триполитанското графство в 34°44′39″ с. ш. 36°02′33″ и. д. / 34.744167° с. ш. 36.0425° и. д.34.744167, 36.0425.
. Той е построен през XII век за защита и охрана на маршрута между Тортоса на север и Триполи на юг, по който се движат стоки и поклонници в Светите земи, който е застрашен от мюсюлмански атаки от изток през плодородната долина на Хомс. Замъкът Арима е построен върху хълм и е разделен от скали и скални вдлъбнатини на три отделни заграждения. Строителството му започва преди 1149, а на 29 юни 1170, наред с други обекти като Шател Блан и катедралата Света Мария в Триполи, Арима е сериозно повреден от земетресение. Преди 1177 Арима е обсаден от селджуките, при което триполитанският граф Бертран е пленен за цяло десетилетие. След това събитие замъкът е отсъпен на военномонашеския орден на тамплиерите. След отблъскването на кръстоносците от Светите земи през тринадесети век мюсюлманският контрол над замъка е възстановен. По него не са провеждани системни реставрационни работи и той е в състояние на руини, предимно покрити с гориста растителност. Въпреки това до него може да се стигне по два автомобилни пътя от север и от юг.

## Икономика и култура
Южно от селото се намира Деир Мар Елиян, манастир на Сирийската католическа църква. По време на избухналата на 15 март 2011 година Гражданска война в Сирия Арима и околните забележителности не са обект на атаки и повреди от бойните действия.